# أسلم بن سهل بن أسلم
أسلم بن سهل بن أسلم بن زياد بن حبيب الرزّاز، أبو الحسن،المعروف ببحشل الواسطي، والمتوفَّى سنة 292 هـ. مؤرخ ومحدث وكاتب. من أهالي واسط ومنسوب إلى محلة الرزّازين، المحلة السفلى بواسط، ومسجده وداره هناك.وكان ممن له معرفة في علم الحديث، حتى عدّه المؤرخون محدّث واسط في عصره. جَمَعَ بحشل : «تاريخ واسط» وضبط أسماء أهلها ورتّب طبقاتهم، وكان لا مزيد عليه في الحفظ والإتقان.
ولم يكن أسلم أوحد من عُرف ببحشل،فقد ذكر التاريخ قبله:أحمد بن عبد الرحمن بن وهب القرشي بالولاء،أباعبيد الله،المعروف ببحشل،المتوفى سنة 264هـ (877 م) . ولم تسلم لفظة بحشل من تصحيف. فقد وردت في بعض المراجع بصورة : نحشل، وفي بعضها بصورة : بحسل .وقد تناول اللغويون لفظة بحشل ومعناها، فالبحشل والبحشلي من الرجال: الأسود الغليظ، وقال ابن الأعرابي : بحشل الرجلُ إذا رقصَ رقْص الزنج.

## روايته للحديث النبوي

### روى عن[3]
- سمع أسلم من أبيه، كما سمع من جدّه لأمّه: وهب بن بقية، ومن عمّ أبيه سعيد بن زياد، ومن محمد بن أبي نعيم،
- بُلْبُل الوَاسِطيّ واسمه عَبد الله بن عبد الرَّحْمن.
- تميم بْن المنتصر.
- خالد الطَّحَّان.
- خلف بن مُحَمَّد بن عيسى الخشاب القافلاني، أَبُو الْحَسَينِ بن أَبي عَبد اللَّهِ الواسطي المعروف بكردوس.
- رزق الله بن موسى الناجي أبو بكر، ويُقال: أبو الفضل البغدادي الإسكافي الكلوذاني، يقال: اسمه عبد الاكرم.
- رفاعة بن الهيثم بن الحكم الواسطي، كنيته أبو سَعِيد.
- زكرِيّا بن يحيى الوَاسِطِيّ.
- سريع بن عَبد اللَّهِ الواسطي، أَبُو عَبْد اللَّهِ الجمال الخصي، مولى عبد القاهر، من بني جمرة.
- سَعِيد بن يحيى بن الأزهر بن نجيع الواسطي، كنيته: أَبُو عُثْمَان.
- المقومي، أَبُو سَعِيد البَصْرِيّ الْحَافِظ.
- سليمان بن أحمد الشامي.
- صالح بن الهيثم الواسطي، أبو شعيب الصيرفي الطحان.
- طليق بن محمد بن السكن بن مروان الواسطي، أبو سهل البزاز.
- عبد الحميد بن بيان بن زَكَرِيَّا بن خالد بن أسلم، ويُقال: أبْن بيان بْن أبان الواسطي، أَبُو الْحَسَنِ بْن أَبي عِيسَى العطار السكري.
- عمر بن صالح الواسطي.
- عامر بن جامع. أبو بكر.
- عَبد اللَّهِ بن عبد المؤمن بن عثمان الأرحبي الواسطي الطويل.
- غِيَاث بن سَهْل الوَاسِطِيّ.
- القاسم بن عِيسَى بن إِبراهيم الطائي الواسطي.
- مُحَمد بن خداش بْن المُغيرَة.
- محمد بن أبان بن عمران ابن زياد أَبُو الحسنِ، وَأَبُو عَبْدِ اللهِ السُّلَمِيُّ وَيُقال: القُرشيُّ الوَاسطيّ، الطَّحَّان الحافظ.
- محمد بن خالد بن عبد الله بن عبد الرحمن بن يزيد الواسطي الطحان مولى النعمان بن مقرن.
- محمد بن الصباح الجرجرائي.
- مقدم بن مُحَمَّد بن يحيى بن عطاء بن مقدم ابن مطيع الهلالي المقدمي الواسطي.
- مُحمد بن حرب بن خربان النشائي.
- نُصَيْر بن إبراهيم بن سِنَان المُقْرئ الوَاسِطيّ أبو مُحمَّد.
- هارون بن حميد الدهكي، أَبُو أحمد الواسطي.
- وهْب، بن بقية بن عُثْمَان بن سابور بن عُبَيد بن آدم بن زياد الواسطي.
- يَحْيى بن داود بن ميمون الواسطي، أبوالسقر العسكري.

 روى عنه:
- أبو بكر محمد بن عثمان بن سمعان المعدّل.
- محمد بن عبد الله بن يوسف.
- إبراهيم بن يعقوب الهمداني.
- علي بن حميد البزّاز.
- محمد بن جعفر بن الليث الواسطي.
- أبو القاسم الطبراني، وآخرون.
- مُحمّد بن إِبرَاهيم بن الْعلاء الشامي الدِّمَشْقِيّ،أَبُو عَبْد اللَّهِ الزاهد السائح مولى نبيط من أهل غوطة دمشق، نزل عبادان.
- الحساني، أَبُو عَبْد اللَّهِ الواسطي الضرير.